# سیمون آپارانتسی
سیمون آپارانتسی (ارمنی: Սիմեոն Ապարանցի؛ (به لاتین: Simeon Aparantsi) زادهٔ ۱۵۴۰ – درگذشته ۱۶۱۴) شاعر و آموزگار سده‌های ۱۶ و ۱۷ میلادی اهل ارمنستان است.
از چهره‌های برجسته ادبی سده‌های شانزدهم و هفدهم میلادی است. از این شاعر ارمنی منظومه‌های بلند دارای مضامین تاریخی بسیاری به یادگار مانده‌است که شاعر در آنها حس میهن‌پرستی و آزادیخواهی قهرمانان مردم را ستایش می‌کند.